# Le Claire
Le Claire és una població dels Estats Units a l'estat d'Iowa. Segons el cens del 2000 tenia 2.847 habitants.

## Demografia
Segons el cens del 2000, Le Claire tenia 2.847 habitants, 1.104 habitatges, i 819 famílies. La densitat de població era de 262,3 habitants/km².
Dels 1.104 habitatges en un 35% hi vivien nens de menys de 18 anys, en un 60,9% hi vivien parelles casades, en un 8,7% dones solteres, i en un 25,8% no eren unitats familiars. En el 21% dels habitatges hi vivien persones soles el 6,7% de les quals corresponia a persones de 65 anys o més que vivien soles. El nombre mitjà de persones vivint en cada habitatge era de 2,58 i el nombre mitjà de persones que vivien en cada família era de 2,98.
Per edats la població es repartia de la següent manera: un 26,7% tenia menys de 18 anys, un 7,2% entre 18 i 24, un 30% entre 25 i 44, un 26,3% de 45 a 60 i un 9,8% 65 anys o més.
L'edat mediana era de 37 anys. Per cada 100 dones de 18 o més anys hi havia 96,4 homes.
La renda mediana per habitatge era de 45.644 $ i la renda mediana per família de 51.546 $. Els homes tenien una renda mediana de 42.188 $ mentre que les dones 26.395 $. La renda per capita de la població era de 21.243 $. Entorn del 2,9% de les famílies i el 5,1% de la població estaven per davall del llindar de pobresa.

## Poblacions més properes
El següent diagrama mostra les poblacions més properes.